# Селенид вольфрама(VI)
Селенид вольфрама(VI) — бинарное неорганическое соединение металла вольфрама с селеном, формулой WSe3. При нормальных условиях представляет собой чёрное аморфное вещество, нерастворимое в воде.

## Получение
- Взаимодействие селеновольфраматов Me2WSe4 (Me = однозарядный ион металла) с сильными минеральными кислотами.

## Физические свойства
Селенид вольфрама(VI) образует чёрное аморфное вещество, не растворяется в воде.

## Химические свойства
- Разлагается при нагревании:

{\displaystyle {\mathsf {WSe_{3}\ {\xrightarrow {220^{o}C}}\ WSe_{2}+Se\uparrow }}}